# Rosa galushkoi
Rosa galushkoi — вид рослин з родини розових (Rosaceae); ендемік Кавказу.

## Поширення
Ендемік Кавказу — Грузія, Азербайджан, Росія.